# Modèle OG-DG

Le modèle OG-DG (ou le modèle AD-AS)

Le modèle OG-DG (pour offre globale et demande globale) est un modèle économique. Il est parfois appelé modèle quasi-offre quasi-demande globales, modèle offre agrégée/demande agrégée ou modèle AD-AS (pour Aggregate Demand et Aggregate Supply). Le modèle OG-DG décrit l'équilibre général impliquant le marché des biens et services, le marché monétaire, le marché obligataire, et le marché du travail. À court terme, l'attente du prix[Quoi ?] est décidée et n'est pas sujette au remaniement. Chaque période est à court terme[Laquelle ?]. Le long terme définit  l'état du monde où tous les marchés et l'attente des prix sont complètement ajustés.

## La courbe de demande agrégée

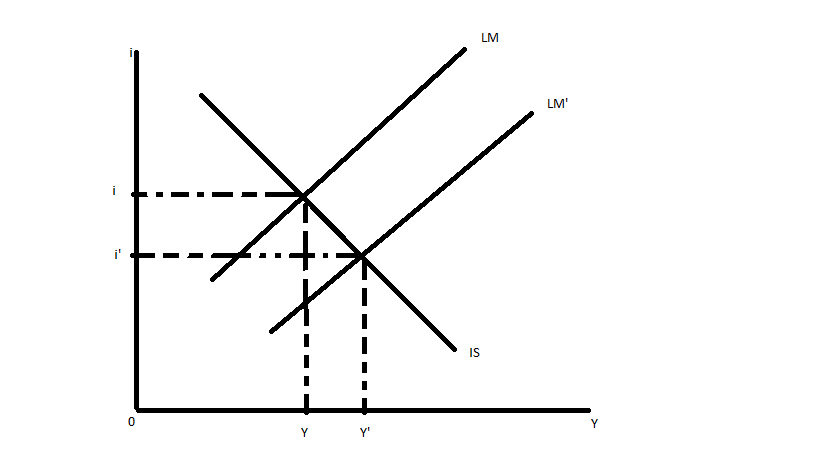
Figure 1: Le modèl IS–LM. Dans la figure, i est le « taux d'intérêt ». Y est le « revenu réel ».

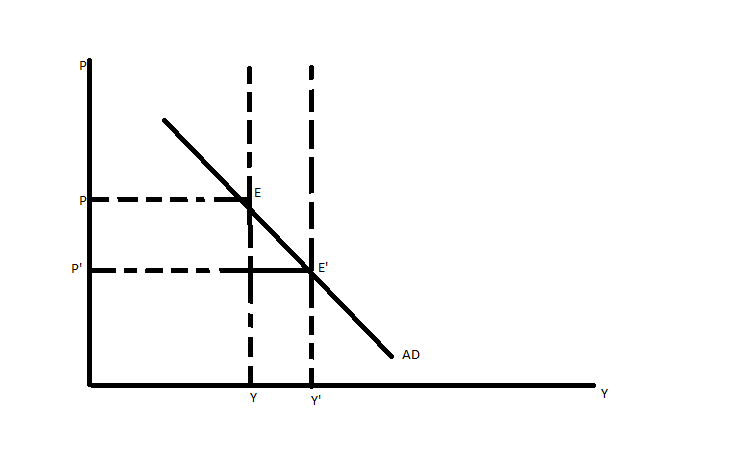
Figure 2: Le modèl AD–AS. Dans la figure, P est le « niveau des prix ». Y est le « revenu réel ».

La courbe de demande agrégée du modèle OG-DG est définie par le modèle IS/LM (Voir Figure 1 et Figure 2). La courbe de demande agrégée visualise le rapport entre le taux d'intérêt et le revenu national d'équilibre. La courbe IS du modèle IS/LM peut être interprétée, à moyen terme, comme la courbe de Demande Globale de ce modèle. Étant toujours fonction décroissante du taux d'intérêt réel, la pente de cette courbe, dans un repère (Y,i) est négative. Ainsi, cette courbe capture tous les équilibres macroéconomiques des marchés des Biens et services, ainsi que du marché monétaire.
Elle correspond à la quantité de biens demandés dans l'économie. Or on sait que la consommation dépend de la production. De plus, dans ce modèle, à la différence du modèle IS/LM, elle dépend aussi du niveau d'encaisses réelles (selon Arthur Pigou). Donc si les prix augmentent, les agents veulent augmenter leur stock d'encaisses réelles pour maintenir leur pouvoir d'achat constant. Ils augmentent donc leur épargne et ainsi leur consommation diminue et donc la production diminue. Ainsi, la courbe de demande globale est décroissante en fonction des prix. 

## La courbe d'offre agrégée
La courbe d'offre agrégée de ce modèle est définie par le modèle Wage-Setting/Price-Setting (WS/PS) , qui établit[Comment ?] un équilibre sur le marché du travail de par:
- le pouvoir de négociation des travailleurs (fonction positive des salaires de réserve et négative du taux de chômage ) et des prix que ceux-ci anticipent.

- le niveau général des prix, fonction du salaire nominal.

Ainsi, on peut interpréter l'ensemble de ces équilibres comme la courbe d'Offre Globale.

## Sources
- Autisme-économie, Le modèle « offre globale, demande globale »(AD-AS) : un tissu d’inepties et d’incohérences à bannir de l’enseignement, l'article discutant des difficultés du modèle et de la position de ses principaux défenseurs, lire en ligne[3].